# ویتسلاو کوبشیچک
ویتسلاو کوبشیچک (انگلیسی: Vjekoslav Kobešćak؛ زادهٔ ۲۰ ژانویهٔ ۱۹۷۴) بازیکن واترپلو اهل کرواسی است.